# Аргумент липкой бусинки
Аргумент липкой бусинки в общей теории относительности — простой мысленный эксперимент, призванный показать, что гравитационное излучение действительно предсказывается общей теорией относительностью и может иметь физические проявления. Эти требования не были широко приняты до середины 1950-х годов, но после введения аргумента липкой бусинки, любые оставшиеся сомнения вскоре исчезли из исследовательской литературы.
Аргумент часто приписывается Герману Бонди, который популяризировал его, но первоначально он был предложен анонимно Ричардом Фейнманом.

## Описание
Мысленный эксперимент был впервые описан Фейнманом (под псевдонимом «мистер Смит») в 1957 году на конференции в Чапел-Хилл в США. Физик позже написал в своем личном письме Виктору Фредерику Вайскопфу:

Feynman’s gravitational wave detector: It is simply two beads sliding freely (but with a small amount of friction) on a rigid rod. As the wave passes over the rod, atomic forces hold the length of the rod fixed, but the proper distance between the two beads oscillates. Thus, the beads rub against the rod, dissipating heat.

Поскольку гравитационные волны в основном поперечные, стержень должен быть ориентирован перпендикулярно направлению распространения волны.

## История рассуждений о свойствах гравитационных волн

### Двойное обращение Эйнштейна
Создатель теории общей теории относительности Альберт Эйнштейн в 1916 году утверждал что гравитационное излучение должно создаваться, согласно его теории, любой конфигурацией массы-энергии, которая имеет изменяющийся во времени квадрупольный момент (или более высокий мультипольный момент). Используя линеаризованное уравнение поля (подходящее для изучения слабых гравитационных полей), он вывел знаменитую квадрупольную формулу, количественно определяющую скорость, с которой такое излучение должно уносить энергию. Примеры систем с изменяющимися во времени квадрупольными моментами включают в себя вибрирующие струны; стержни, вращающиеся вокруг оси, перпендикулярной оси симметрии стержня; двойные звездные системы, но не вращающиеся диски.
В 1922 году Артур Стэнли Эддингтон написал статью, в которой выражается (по-видимому, впервые) мнение о том, что гравитационные волны по сути являются пульсациями в координатах и не имеют физического смысла. Он не оценил аргументы Эйнштейна о том, что волны реальны.
В 1936 году, вместе с Натаном Розеном, Эйнштейн заново открыл вакуум Бека, семейство точных гравитационных волновых решений с цилиндрической симметрией (иногда также называемых волнами Эйнштейна — Розена). Исследуя движение пробных частиц в этих решениях, Эйнштейн и Розен убедились, что гравитационные волны неустойчивы к коллапсу. Эйнштейн полностью изменил своё мнение и объявил, что гравитационное излучение не было предсказанием его теории. Эйнштейн написал своему другу Максу Борну:

Вместе с молодым сотрудником я пришел к интересному результату, что гравитационные волны не существуют, хотя в первом приближении они принимались за определенность. Это показывает, что нелинейные уравнения поля могут показать нам больше или, скорее, ограничить нас больше, чем мы думали до сих пор.

Другими словами, Эйнштейн полагал, что предсказание гравитационного излучения было математическим артефактом линейного приближения, которое он использовал в 1916 году. Эйнштейн полагал, что эти плоские волны гравитационно сворачиваются в точки; он долго надеялся, что что-то подобное объяснит квантово-механическую дуальность волны-частицы.
Соответственно, Эйнштейн и Розен представили документ под названием «Существуют ли гравитационные волны?» в физический журнал «Physical Review», в котором они описали свои волновые решения и пришли к выводу, что «излучение», которое, по-видимому, появляется в общей теории относительности, не было подлинным излучением, способным переносить энергию или иметь (в принципе) наблюдаемые физические эффекты. Анонимный референт, который, как подтвердил нынешний редактор журнала «Physical Review», оказался космологом Говардом Перси Робертсоном, указал на ошибку, описанную ниже, и рукопись была возвращена авторам с примечанием, что редактор просит их пересмотреть документ для решения этих проблем. Нехарактерно, что Эйнштейн очень плохо воспринял эту критику, сердито ответив: «Я не вижу причин отвечать на ошибочное мнение, высказанное вашим референтом». Он поклялся никогда больше не отправлять статью в «Physical Review». Вместо этого Эйнштейн и Розен повторно представили статью без изменений в другой, гораздо менее известный «Журнал института Франклина». Статья сдержала обещание относительно «Physical Review».
Леопольд Инфельд, прибывший в Принстонский университет в это время, позже вспомнил свое полное удивление, услышав об этом событии, поскольку излучение является весьма важным элементом любой классической теории поля, достойной этого названия. Инфельд выразил свои сомнения ведущему специалисту по общей теории относительности Г. П. Робертсону, который только что вернулся из Калтеха. Робертсон показал ошибку в рассуждениях Эйнштейна: локально волны Эйнштейна — Розена являются плоскими гравитационными волнами. Эйнштейн и Розен правильно показали, что облако пробных частиц в синусоидальных плоских волнах образует каустику, но переход на другую диаграмму (по существу, координаты Бринкмана) показывает, что образование каустики вовсе не противоречие, а фактически только то, что можно ожидать в этой ситуации. Затем Инфельд обратился к Эйнштейну, который согласился с анализом Робертсона (все еще не зная, что именно он был референтом Physical Review).
Поскольку Розен в это время был в поездке в СССР, Эйнштейн работал в одиночку, быстро и тщательно пересматривая свою совместную работу. Эта третья версия была переименована в «О гравитационных волнах» и, следуя предложению Робертсона о преобразовании в цилиндрические координаты, представила так называемые цилиндрические волны Эйнштейна — Розена (они локально изометричны плоским волнам). Это версия статьи в конечном итоге появилась. Однако Розен был недоволен этим пересмотром и в конечном итоге опубликовал свою собственную версию, в которой сохранилось ошибочное «опровержение» предсказания гравитационного излучения.
В письме редактору «Physical Review» Робертсон сообщил, что в конце концов Эйнштейн полностью принял возражения, которые изначально так его расстроили.

### Конференции в Берне и Чапел
В 1955 году в Берне состоялась важная конференция, посвященная полувековому юбилею специальной теории относительности. Розен присутствовал и выступил с докладом, в котором он вычислил псевдотензор Эйнштейна и псевдотензор Ландау-Лифшица (два альтернативных, нековариантных описания энергии, переносимой гравитационным полем, понятие, которое, как известно, трудно определить в общей теории относительности). Они оказываются нулевыми для волн Эйнштейна-Розена, и Розен утверждал, что это подтвердило отрицательный вывод, который он сделал с Эйнштейном в 1936 году.
Однако к этому времени несколько физиков, таких как Феликс Пирани и Айвор Робинсон, осознали роль кривизны в создании приливных ускорений и смогли убедить многих сверстников, что гравитационное излучение действительно будет существовать, по крайней мере, в случаях например, вибрирующей пружины, где разные части системы явно не были в инерционном движении. Тем не менее некоторые физики продолжали сомневаться в том, что излучение будет создаваться двойной звездной системой, где мировые линии центров масс двух звезд должны, согласно приближению EIH (датируемые 1938 годом и принадлежащие Эйнштейну, Инфельду и Гоффману Бенешу), следовать времениподобным геодезическим.
Вдохновленный беседами с Феликсом Пирани, Герман Бонди занялся изучением гравитационного излучения, в частности, вопросом количественной оценки энергии и импульса, переносимых «в бесконечность» излучающей системой. В течение следующих нескольких лет Бонди разработал диаграмму излучения Бонди и понятие энергии Бонди, чтобы тщательно изучить этот вопрос в максимальной общности.
В 1957 году на конференции в Чапел-Хилл, на которой рассматривались различные математические инструменты, разработанные Джоном Лайтоном Синджем, А. З. Петровым и Андре Лихнеровичем, Пирани объяснил более четко, чем это было возможно ранее, центральную роль, которую сыграл тензор Римана, и в частности, приливной тензор в общей теории относительности. Он дал первое правильное описание относительного (приливного) ускорения первоначально взаимно статичных испытательных частиц, которые сталкиваются с синусоидальной гравитационной плоской волной.

### Аргумент Фейнмана
Позже на конференции в Чапел-Хилл Ричард Фейнман, который настаивал на регистрации под псевдонимом, чтобы выразить свое презрение к современному состоянию гравитационной физики, используя описание Пирани, показал, что прохождение гравитационной волны должно вызывать колебания бусинок на стержне, ориентированном поперек направления распространения волны, таким образом, нагревая шарик и стержень путем трения. Этот нагрев, сказал Фейнман, показал, что волна действительно передает энергию системе шариков и стержней, поэтому она действительно должна передавать энергию, в отличие от мнения, высказанного Розеном в 1955 году.
В двух статьях 1957 года Бонди и (отдельно) Джозеф Вебер и Джон Арчибальд Уилер использовали этот аргумент, чтобы представить подробные опровержения аргумента Розена.

### Окончательный взгляд Розена
Натан Розен продолжал утверждать еще в 1970-х годах на основании предполагаемого парадокса, связанного с радиационной реакцией, что гравитационное излучение на самом деле не предсказывается общей теорией относительности. Его аргументы, как правило, считались недействительными, поскольку аргумент липкой бусинки уже давно убедил других физиков в реальности предсказания гравитационного излучения.